# Caíque França
Caíque França Godoy (São Paulo, 3 de junho de 1995) é um futebolista brasileiro que atua como goleiro. Atualmente joga no Sport.

## Carreira

### Corinthians
Natural de São Paulo e cria do Corinthians desde as categorias de base, foi campeão da Copa São Paulo de Futebol Júnior em 2015, além de ter conquistado outros títulos. Por conta disso, foi valorizado pela diretoria do clube e teve seu contrato renovado até o final de 2017. Além, inclusive, da promoção ao elenco profissional em 2015.
Fez a sua estreia pela equipe principal no dia 19 de junho de 2016, em uma vitória por 3 a 1 contra o Botafogo, válida pelo Campeonato Brasileiro.
Em 2017, fez parte do elenco campeão do Campeonato Paulista e do Campeonato Brasileiro, além de ter seu contrato renovado até o final de 2020.
Em 2018, fez parte do elenco bicampeão do Campeonato Paulista.
Retornou ao clube paulista no dia 15 de janeiro de 2019, após não se adaptar no Oeste. Naquele ano, fez parte do elenco tricampeão do Campeonato Paulista 2019.
Em 19 de outubro de 2020, ainda emprestado para o Oeste, teve seu contrato renovado até o final de 2021.
Retornou ao Corinthians novamente, após o término da temporada pelo Oeste, no dia 16 de fevereiro de 2021 e foi integrado no elenco principal, pois, após a saída de Walter, o arqueiro foi avisado que receberia mais chances e poderia se tornar o reserva imediato de Cássio.
O jogador se despediu do Corinthians em 12 de dezembro de 2021, depois de ter sido avisado que seu contrato não seria renovado. Seu vínculo foi até dia 31 de dezembro de 2021.

### Oeste
No final de 2018, foi emprestado para o Oeste, mas, após alguns dias, não se adaptou ao clube e recusou ficar na reserva.
No final de 2019, novamente foi emprestado para o clube do interior paulista, pois não seria utilizado na temporada 2020. Fez a sua estreia com a camisa do Oeste, no dia 22 de janeiro de 2020, em uma derrota por 2-0, contra o Novorizontino, pelo Campeonato Paulista 2020.

### Ponte Preta
Em 4 de janeiro de 2022, acertou com a Ponte Preta até o fim da temporada.
Em 2023, atuou em 58 partidas. Ao final do ano, deixou o clube, onde atuou em 93 partidas.

### Sport Recife
No final de 2023, acerta com o Sport Recife. Sendo um dos principais destaques do Sport no início de 2024, já em março renova seu contrato até o final de 2026.

## Títulos
Corinthians
- Campeonato Brasileiro: 2017[carece de fontes?]
- Campeonato Paulista: 2017, 2018 e 2019[carece de fontes?]

Sport
- Campeonato Pernambucano: 2024 e 2025[27]